# أميمة بنت رقيقة بنت أبي صيفي
أميمة بنت رقيقة بنت أبى صيفي بن هاشم بن عبد مناف أخت مخرمة بن نوفل لأمه، وأمهما رقيقة، صاحبة الرؤيا في استسقاء عبد المطلب، جد الرسول محمد.
وقد فرق الطبراني وأبو نعيم بينها وبين أميمة بنت رقيقة التيمية، إلا أن أبا نعيم ذكر في الترجمتين أن ابنتها حكيمة روت عنها، ويستبعد أن تكون كل واحدة منهما مسماة باسم الأخرى واسم أمها واسم ابنتها التي روت عنها.
وقال ابن حجر: ومما يؤيد قول من فرق بينهما أن والد أميمة هذه أنصاري واسمه حكيم أو أبي وذكرها ابن عساكر في ترجمة واحدة ولم يشر إلى رأي من فرق بينهما.